# Coppa Italia 1987-1988 (hockey su pista)
La Coppa Italia 1987-1988 è stata la 21ª edizione della principale coppa nazionale italiana di hockey su pista. Essa è stata organizzata dalla Federazione Italiana Hockey e Pattinaggio. La competizione è iniziata il 5 settembre 1987 e si è conclusa il 19 gennaio 1988.
Il trofeo è stato conquistato dal Novara per la 10ª volta nella sua storia.

## Risultati

### Primo turno
| Squadra 1          | Squadra 2        | Andata                     | Ritorno                                     | Totale |
| ------------------ | ---------------- | -------------------------- | ------------------------------------------- | ------ |
| Amatori Lodi       | Amatori Modena   | Lodi 5 settembre 1987      | Modena 12 settembre 1987                    |        |
| Amatori Lodi       | Amatori Modena   | ?                          | 13 - 1                                      |        |
| Laverda Breganze   | AFP Giovinazzo   | Breganze 5 settembre 1987  | Giovinazzo 12 settembre 1987                |        |
| Laverda Breganze   | AFP Giovinazzo   | ?                          | 5 - 7                                       |        |
| Follonica          | Castiglione      | Follonica 5 settembre 1987 | Castiglione della Pescaia 12 settembre 1987 |        |
| Follonica          | Castiglione      | ?                          | 3 - 7                                       |        |
| Lodi               | Monza            | Lodi 5 settembre 1987      | Biassono 12 settembre 1987                  |        |
| Lodi               | Monza            | ?                          | 4 - 2                                       |        |
| Marzotto Valdagno  | CGC Viareggio    | Valdagno 5 settembre 1987  | Viareggio 12 settembre 1987                 |        |
| Marzotto Valdagno  | CGC Viareggio    | ?                          | 5 - 4                                       |        |
| Matera             | Thiene           | Matera 5 settembre 1987    | Thiene 12 settembre 1987                    |        |
| Matera             | Thiene           | ?                          | 3 - 6                                       |        |
| Pordenone          | Novara           | Pordenone 5 settembre 1987 | Novara 12 settembre 1987                    | 3 - 32 |
| Pordenone          | Novara           | 2 - 19                     | 1 - 13                                      | 3 - 32 |
| Primavera Prato    | Goriziana        | Prato 5 settembre 1987     | Gorizia 12 settembre 1987                   |        |
| Primavera Prato    | Goriziana        | ?                          | 1 - 7                                       |        |
| Roller Monza       | Montebello       | Brugherio 5 settembre 1987 | Montebello 12 settembre 1987                |        |
| Roller Monza       | Montebello       | ?                          | 9 - 0                                       |        |
| Roller Salerno     | Amatori Vercelli | Molfetta 5 settembre 1987  | Vercelli 12 settembre 1987                  | 3 - 29 |
| Roller Salerno     | Amatori Vercelli | 2 - 16                     | 1 - 13                                      | 3 - 29 |
| Sandrigo           | Bassano          | Sandrigo 5 settembre 1987  | Bassano del Grappa 12 settembre 1987        |        |
| Sandrigo           | Bassano          | ?                          | 3 - 9                                       |        |
| Sarzana            | Reggiana         | Sarzana 5 settembre 1987   | Reggio nell'Emilia 12 settembre 1987        |        |
| Sarzana            | Reggiana         | ?                          | 3 - 14                                      |        |
| Sporting Viareggio | SPV Viareggio    | Viareggio 5 settembre 1987 | Viareggio 12 settembre 1987                 |        |
| Sporting Viareggio | SPV Viareggio    | ?                          | 4 - 5                                       |        |
| Triestina          | Seregno          | Trieste 5 settembre 1987   | Seregno 12 settembre 1987                   |        |
| Triestina          | Seregno          | ?                          | 2 - 10                                      |        |
| Trissino           | Frascati         | Trissino 5 settembre 1987  | Frascati 12 settembre 1987                  |        |
| Trissino           | Frascati         | ?                          | 11 - 7                                      |        |
| Villa d'Oro Modena | Forte dei Marmi  | Modena 5 settembre 1987    | Forte dei Marmi 12 settembre 1987           |        |
| Villa d'Oro Modena | Forte dei Marmi  | ?                          | 3 - 6                                       |        |

### Ottavi di finale
| Squadra 1         | Squadra 2        | Andata                                   | Ritorno                           | Totale  |
| ----------------- | ---------------- | ---------------------------------------- | --------------------------------- | ------- |
| AFP Giovinazzo    | Goriziana        | Giovinazzo 10 novembre 1987              | Gorizia 18 novembre 1987          | n.d.    |
| AFP Giovinazzo    | Goriziana        | n.d.                                     | n.d.                              | n.d.    |
| Amatori Modena    | Amatori Vercelli | Modena 3 ottobre 1987                    | Vercelli 9 ottobre 1987           | 6 - 19  |
| Amatori Modena    | Amatori Vercelli | 1 - 5                                    | 5 - 14                            | 6 - 19  |
| Castiglione       | Novara           | Castiglione della Pescaia 3 ottobre 1987 | Novara 9 ottobre 1987             | 4 - 13  |
| Castiglione       | Novara           | 3 - 7                                    | 1 - 6                             | 4 - 13  |
| Lodi              | Roller Monza     | Lodi 3 ottobre 1987                      | Brugherio 9 ottobre 1987          | 5 - 10  |
| Lodi              | Roller Monza     | 5 - 10                                   | n.d.                              | 5 - 10  |
| Marzotto Valdagno | Forte dei Marmi  | Valdagno 3 ottobre 1987                  | Forte dei Marmi 9 ottobre 1987    | 9 - 8   |
| Marzotto Valdagno | Forte dei Marmi  | 6 - 1                                    | 3 - 7                             | 9 - 8   |
| Reggiana          | Seregno          | Reggio nell'Emilia 3 ottobre 1987        | Seregno 9 ottobre 1987            | 9 - 13  |
| Reggiana          | Seregno          | 6 - 3                                    | 3 - 10                            | 9 - 13  |
| Thiene            | SPV Viareggio    | Thiene 3 ottobre 1987                    | Viareggio 9 ottobre 1987          | 10 - 0  |
| Thiene            | SPV Viareggio    | 10 - 0                                   | n.d.                              | 10 - 0  |
| Trissino          | Bassano          | Trissino 3 ottobre 1987                  | Bassano del Grappa 9 ottobre 1987 | 11 - 17 |
| Trissino          | Bassano          | 6 - 11                                   | 5 - 6                             | 11 - 17 |

### Quarti di finale
| Squadra 1        | Squadra 2         | Andata                              | Ritorno                    | Totale  |
| ---------------- | ----------------- | ----------------------------------- | -------------------------- | ------- |
| AFP Giovinazzo   | Marzotto Valdagno | Giovinazzo 10 novembre 1987         | Valdagno 18 novembre 1987  | ?       |
| AFP Giovinazzo   | Marzotto Valdagno | ?                                   | ?                          | ?       |
| Amatori Vercelli | Roller Monza      | Vercelli 10 novembre 1987           | Brugherio 18 novembre 1987 | 11 - 12 |
| Amatori Vercelli | Roller Monza      | 4 - 5                               | 7 - 7                      | 11 - 12 |
| Novara           | Thiene            | Novara 10 novembre 1987             | Thiene 18 novembre 1987    | 21 - 10 |
| Novara           | Thiene            | 12 - 4                              | 9 - 6                      | 21 - 10 |
| Bassano          | Seregno           | Bassano del Grappa 10 novembre 1987 | Seregno 18 novembre 1987   | 12 - 19 |
| Bassano          | Seregno           | 4 - 10                              | 8 - 9                      | 12 - 19 |

### Semifinali
| Squadra 1    | Squadra 2         | Andata                     | Ritorno                   | Totale  |
| ------------ | ----------------- | -------------------------- | ------------------------- | ------- |
| Novara       | Marzotto Valdagno | Novara 1º dicembre 1987    | Valdagno 15 dicembre 1987 | 18 - 11 |
| Novara       | Marzotto Valdagno | 7 – 3                      | 11 - 8                    | 18 - 11 |
| Roller Monza | Seregno           | Brugherio 1º dicembre 1987 | Seregno 15 dicembre 1987  | 13 - 7  |
| Roller Monza | Seregno           | 4 – 0                      | 9 - 7                     | 13 - 7  |

### Finale
| Squadra 1    | Squadra 2 | Andata                                        | Ritorno                                   | Totale |
| ------------ | --------- | --------------------------------------------- | ----------------------------------------- | ------ |
| Roller Monza | Novara    | Brugherio Palazzetto Paolo VI 12 gennaio 1988 | Novara Palasport Dal Lago 19 gennaio 1988 | 5 - 6  |
| Roller Monza | Novara    | 2 – 2                                         | 3 - 4                                     | 5 - 6  |

## Campioni
| Vincitore della Coppa Italia 1987-1988 |
| -------------------------------------- |
| Novara 10º titolo                      |